# Krzysztof Sokołowski (brydżysta)
Krzysztof Sokołowski (ur. 2 sierpnia 1951 w Warszawie, zm. 4 sierpnia 2020 w Łodzi) – polski zawodnik, trener i publicysta brydżowy, logik, doktor nauk humanistycznych.

## Życiorys
Absolwent Wydziału Matematyki Uniwersytetu Warszawskiego. Był laureatem nagrody im. Józefa Marcinkiewicza. W 2000 uzyskał stopień naukowy doktora nauk humanistycznych na podstawie pracy pt. Rola semantyki w kształtowaniu teorii podmiotowości obronionej na Wydziale Nauk Społecznych Uniwersytetu Gdańskiego. Był pracownikiem naukowym Instytutu Matematyki Wydziału Matematyczno-Przyrodniczego Akademii Pomorskiej w Słupsku.
W 1982 był niegrającym kapitanem drużyny w składzie Mirosław Cichocki-Tomasz Gotard, Michał Kwiecień-Marek Wójcik, Wojciech Olański-Krzysztof Oppenheim, która zajęła 1. miejsce na Drużynowych Mistrzostwach Europy Juniorów w Salsomaggiore we Włoszech. Był również między innymi srebrnym medalistą Mistrzostw Polski Par na IMP-y. Posiadał tytuł Mistrza Międzynarodowego w brydżu sportowym. Był instruktorem i trenerem brydża. Publikował na łamach periodyków brydżowych: Brydż, Przegląd Brydżowy i Świat Brydża oraz w Kulisach – Expresu Wieczornego.
Razem z Andrzejem Cichoniem i Markiem Bałdyszem dokonał przekładu z języka angielskiego książki Gézy Ottlik i Hugh Kelseya pt. Adventures in card play (polski tytuł: Przygody z rozgrywką; Wydawnictwo Millenium, Tczew, 2012; ISBN 978-83-934398-2-9).

## Wybrana bibliografia autorska
- Metajęzyk a podmiotowość (Pomorska Akademia Pedagogiczna w Słupsku, Słupsk, 2004; ISBN 83-88731-73-4)
- Szukaj szansy (Wydawnictwa Polskiego Związku Brydża Sportowego, 1998, Warszawa; ISBN 83-903323-6-1; wspólnie z Władysławem Izdebskim i Wojciechem Siwicem)